# Got Talent
«Got Talent» (укр. Я маю талант) — британський телевізійний формат талант-шоу, створений і належний компанії Syco Entertainment Саймона Кауелла. Формат породив понад 60 локальних адаптацій у світі. На відміну від інших подібних шоу, «Got Talent» демонструє не лише співаків, а й представників інших мистецьких жанрів.
У 2009 році формат «Got Talent» був адаптований в Україні під назвою «Україна має талант». З 2009 по 2021 рік усього вийшло 10 сезонів.
У квітні 2014 року формат був визнаний Книгою рекордів Гіннеса «найуспішнішим реаліті-шоу в історії». Кауелл зазначив: «Я дуже пишаюся тим, що Got Talent — це британське шоу. Ми завдячуємо його успіхом талановитим продюсерам по всьому світу, які зробили це можливим. І, звісно, неймовірним талантам».

## Історія
Ідея «Got Talent» виникла у 2005 році в Саймона Кауелла, творця та судді шоу «The X Factor». Формат має витоки у британських телепрограмах «Opportunity Knocks» (що виходила з 1950-х років та першою запровадила телефонне голосування) і «New Faces». Обидва шоу представляли співаків, танцівників, коміків, а також акробатів, дресирувальників та інші розважальні номери. Кауелл зазначав: «Я був фанатом різножанрових шоу Opportunity Knocks та New Faces, і можливість оновити цю традицію було для мене захопливо».
Концепція формату полягала у створенні масштабного телевізійного конкурсу талантів, де будь-хто, незалежно від віку чи походження, міг виступити з будь-яким видом таланту перед глядачами та журі. Ідею спершу запропонували британському телеканалу ITV, який погодився на пілотний епізод. Після його успіху було розпочато підготовку повноцінного сезону, але проєкт було призупинено через конфлікт із запланованим ведучим. Кауелл тоді достроково представив концепцію американським телеканалам і зумів зацікавити NBC, яка погодилася включити сезон у літню сітку мовлення 2006 року.
Першою міжнародною адаптацією став проєкт «America's Got Talent», що дебютував 21 червня 2006 року. Шоу стало успішним для NBC, яка замовила нові сезони та сприяла міжнародному розширенню франшизи. Вже у 2006—2007 роках формат було придбано телеканалами Франції, Росії, Швеції та Австралії. У 2009 році формат було адаптовано і в Україні — «Україна має талант». Повернувшись до Великої Британії, Кауелл відновив роботу над британською версією, і 9 червня 2007 року відбулася прем'єра «Britain's Got Talent» на каналі ITV.